# Turracher See
Der Turracher See oder Turrachsee ist ein Gebirgssee auf der Turracher Höhe an der Landesgrenze zwischen Kärnten und der Steiermark.

## Beschreibung
Der See ist 19,4 ha groß und an seiner tiefsten Stelle in der südöstlichen Ecke 33 Meter tief, die durchschnittliche Tiefe beträgt 13,6 Meter. Aufgrund seiner Lage in 1.780 Metern Seehöhe (Seeoberfläche) ist er durchschnittlich sechs Monate im Jahr mit einer bis zu einem Meter dicken Eisschicht bedeckt. Im Sommer erreicht er eine Temperatur von maximal 18 °C. Als Badesee wird er daher kaum genutzt; Ausnahme ist eine 10 × 25 Meter große Fläche am Südufer, die von einem Hotelbetrieb mit 3,5 Meter hohen Seitenwänden vom See abgegrenzt wird und innerhalb der das Wasser mittels Wärmepumpen auf 28 bis 30 °C gebracht wird.
Der Turracher See wird von einem am Westufer einmündenden Bach sowie aus Sumpfwiesen gespeist. Der Abfluss (75 l/s) erfolgt als Vorderer Seebach im Norden, der sich mit dem vom Turracher Schwarzsee kommenden Hinteren Seebach zur Turrach vereinigt, die durch das Turracher Seitental nordwärts abfließt und schließlich in Predlitz in die Mur mündet.
Da der See stark durch die umgebenden Fremdenverkehrsbetriebe belastet war, war der Turracher See der erste Kärntner See, an dem eine Kanalisationsanlage installiert wurde.
Der Kärntner Teil gehört heute zum Biosphärenpark Salzburger Lungau und Kärntner Nockberge. Im Osten liegt der Schwarzsee. Etwas weiter entfernt in südlicher Richtung befindet sich der Grünsee.

## Tiere im Turracher See
Im Turracher See kommen nur die folgenden sechs Fischarten vor:
- Bachforelle (Salmo tutta f. fario)
- Bachsaibling (Salvelinus fontinalis)
- Elritze (Phoxinus phoxinus)
- Flussbarsch (Perca fluviatilis)
- Seeforelle (Salmo trutta f. lacustris)
- Seesaibling (Salvelinus alpinus)

Während Forellen, Seesaiblinge und Elritzen zu den autochthonen Fischarten zählen, gelangten Barsche erst in letzter Zeit unbeabsichtigt mit dem Besatz anderer Fische in den See.